# リサイタルホール
リサイタルホール（Recital Hall）は、かつて大阪府大阪市北区中之島にあったコンサートホールである。運営は、このホールがある新朝日ビルを管理していた朝日ビルディングが行っていた。

## 概要
このホールは、名称がABCホール（初代）→SABホール→リサイタルホールと変遷した。1958年（昭和33年）にこのホールがある新朝日ビルが竣工した時に、四つ橋筋を挟んだ西隣の朝日新聞大阪本社ビルから同ビルに本社が移転した朝日放送（当時はラジオ単営）の公開放送用ホールとして出来たホールである。
その後1966年（昭和41年）に朝日放送本社が大淀区（現在の北区）大淀南のABCセンターに移転し、本社隣接地に2代目のABCホールが出来た後は、同じ新朝日ビルにあるフェスティバルホール（座席数2,700席）の小ホール的位置付けとなり、SABホール（SABは「Shin Asahi Building」（新朝日ビル）の略称）に改称、1989年（平成元年）の同ホールの改装を機に、リサイタルホールに再改称した。
テレビ番組の収録（朝日放送の『蝶々・雄二の夫婦善哉』（ラジオ時代から）、『スチャラカ社員』、『てなもんや三度笠』、『新婚さんいらっしゃい!』、毎日放送の『ヤングおー!おー!』、関西テレビの『パンチDEデート』、読売テレビの『お笑いネットワーク』、NHK大阪放送局の『NHK上方漫才コンテスト』などの収録がここで行われていた）以外にも、コンサートや講演会・映画試写会等に使用されているホールであった。また入り口が四つ橋筋に面しておらず、南側にあるため、ひっそりとした入り口が分かりにくかった。
2009年（平成21年）より新朝日ビルの建て替えが行われるため、当ホールも閉鎖された。なお、2代目のABCホールも2008年（平成20年）にABC社屋が福島区のほたるまちに移転したため閉鎖となった。新社屋に代替の公開放送用ホール（通称・キュキュホール）も設置されたが規模は縮小されている。ちなみに『新婚さんいらっしゃい!』の公開録画はそちらに移っている（番組内では単に『新・ABCホールに遊びに来ませんか?』と表示しているだけで、公開録画日程は表示されなくなった）。1988年（昭和63年）8月と1989年（平成元年）11月にはセットチェンジで当ホールが使用できず、その際に前者はじばしん南大阪イベントホールを、後者は堺市民会館をそれぞれ代替使用せざるを得なかった。

## ホールデータ
- 所在地 - 大阪市北区中之島2丁目3番18号　新朝日ビル内
- 座席数 - 563席（定員632人）

## 事故
- 1971年（昭和46年）12月24日午後1時過ぎに、関西テレビの子供番組『4時だぜ!飛び出せ!!ワイワイワイド クリスマス大会』公開生放送に参加予定の小・中学生約600人の内、40〜50人が地下1階に向かう階段で将棋倒しとなり、重軽傷者33人（重傷9名・軽傷24名）を出す群集事故が発生した[2]。番組は「おわびショー」と称して予定通り放送された[3]。